# Avocettina acuticeps
Avocettina acuticeps is een  straalvinnige vissensoort uit de familie van langbekalen (Nemichthyidae). De wetenschappelijke naam van de soort werd in 1916 als Leptocephalus acuticeps gepubliceerd door Regan.